# أبراهام ماسلو
ابراهام ماسلو (بالإنجليزية: Abraham Maslow)‏، (1 أبريل 1908 - 8 يونيو 1970) عالم نفس أمريكي، ولد في بروكلين، نيويورك. أبواه مهاجران يهوديان من روسيا. اشتهر بنظريته تدرج الحاجات. بدأ بدراسة القانون بالجامعة تحت تأثير ضغط والديه، ولكنه سرعان ما ترك مدينته ليدرس في جامعة ويسكنسن حيث حصل على بكالوريوس في علم النفس (1930)، وحصل على الماجستير في علم النفس عام (1931)، ودكتوراه في الفلسفة عام (1934). وتزوج بصديقة طفولته (برثا جودمان) وأنجبا طفلين وكان قد بلغ من العمر العشرين عاماً. وهو يعتبر أحد مؤسسي معهد آيسالن في كاليفورنيا. بدأ التدريس في كلية بروكلين وخلال فترة حياته اتصل بالعديد من المثقفين الأوروبين المهاجرين أمثال ألدر، فروم، كورت جلودستن. أصيب ماسلو بنوبة قلبية حادة أثناء الركض، وتوفي في 8 يونيو 1970، عن عمر يناهز 62 عامًا في مينلو بارك (كاليفورنيا).
من أبرز مؤلفاته:
- نحو سيكولوجية كينونة (1968)
- الدافعية والشخصية (1954)
- أبعد ما تستطيعه الطبيعة البشرية (1972)

## ملخص نظريته المشهورة
قام عالم النفس الأمريكي إبراهام ماسلو بصياغة نظرية فريدة ومتميزة في علم النفس ركّز فيها بشكل أساسي على الجوانب الدافعية للشخصية الإنسانية. حيث قدّم ماسلو نظريته في الدافعية الإنسانية Human motivation حاول فيها أن يصيغ نسقاً مترابطاً يفسر من خلاله طبيعة الدوافع أو الحاجات التي تحرك السلوك الإنساني وتشكّله. في هذه النظرية، يفترض ماسلو أن الحاجات أو الدوافع الإنسانية تنتظم في تدرج أو نظام متصاعد Hierarchy من حيث الأولوية أو شدة التأثير Prepotency، فعندما تشبع الحاجات الأكثر أولوية أو الأعظم حاجة وإلحاحاً فإن الحاجات التالية في التدرج الهرمي تبرز وتطلب الإشباع هي الأخرى، وعندما تشبع نكون قد صعدنا درجة أعلى على سلم الدوافع، وهكذا حتى نصل إلى قمته. هذه الحاجات والدوافع وفقاً لأولوياتها في النظام المتصاعد كما وصفه ماسلو هي كما يلي:
1- الحاجات الفسيولوجية Physiological needs
مثل التنفس، والشرب، والأكل، والجنس، والنوم، والإخراج، وغيرها من الحاجات التي تخدم البقاء البيولوجي بشكل مباشر.
2- حاجات الأمان Safety needs
وتشمل مجموعة من الحاجات المتصلة بالحفاظ على الحالة الراهنة، وضمان نوع من النظام والأمان المادي والمعنوي مثل الحاجة إلى الإحساس بالأمن.. والثبات.. والنظام.. والحماية.. والاعتماد على مصدر مشبع للحاجات. وضغط مثل هذه الحاجات يمكن أن يتبدى في شكل مخاوف مثل الخوف من المجهول.. من الغموض… من الفوضى واختلاط الأمور أو الخوف من فقدان التحكم في الظروف المحيطة. وماسلو يرى أن هناك ميلا عاما إلى المبالغة في تقدير هذه الحاجات.. وأن النسبة الغالبة من الناس يبدو أنهم غير قادرين على تجاوز هذا المستوى من الحاجات والدوافع.
3- حاجات الحب والانتماء Love & Belonging needs
وتشمل مجموعة من الحاجات النفسية مثل الحاجة إلى الألفة والعلاقة الحميمة مع شخص آخر، والحاجة إلى أن يكون الإنسان عضوا في عائلة أو جماعة منظمة.. الحاجة إلى بيئة أو إطار اجتماعي يحس فيه الإنسان بالألفة مثل الصداقة أو الحي أو الأشكال المختلفة من الأنظمة والنشاطات الاجتماعية.
- (أ) المستوى الأدنى أو مستوى الحب الناشئ عن النقص Deficit or D-love وفيه يبحث الإنسان عن صحبة أو علاقة تخلصه من توتر الوحدة وتساهم في إشباع حاجاته الأساسية الأخرى مثل الراحة والأمان والجنس... الخ.
- (ب) المستوى الأعلى أو مستوى الكينونة Being or B-love وفيه يقيم الإنسان علاقة خالصة مع آخر كشخص مستقل... كوجود آخر يحبه لذاته دون رغبة في استغلاله أو استبداله لصالح احتياجاته هو.

4 – حاجات التقدير Esteem needs
هذا النوع من الحاجات كما يراه ماسلو له جانبان:
- (أ) جانب متعلق باحترام النفس.. أو الإحساس الداخلي بالقيمة الذاتية.
- (ب) والآخر متعلق بالحاجة إلى اكتساب الاحترام والتقدير من الخارج... ويشمل الحاجة إلى اكتساب احترام الآخرين.. السمعة الحسنة.. النجاح والوضع الاجتماعي المرموق.. الشهرة.. المجد… الخ. وماسلو يرى أنه بتطور السن والنضج الشخصي يصبح الجانب الأول أكثر قيمة وأهمية للإنسان من الجانب الثاني.

5- حاجات تحقيق الذات Self-actualization والحاجات العليا Metaneeds
تحت عنوان تحقيق الذات يصف ماسلو مجموعة من الحاجات أو الدوافع العليا التي لا يصل إليها الإنسان إلا بعد تحقيق إشباع كاف لما يسبقها من الحاجات الأدنى. وتحقيق الذات هنا يشير إلى حاجة الإنسان إلى استخدام كل قدراته ومواهبه وتحقيق كل إمكاناته الكامنة وتنميتها إلى أقصى مدى يمكن أن تصل إليه. وهذا التحقيق للذات لا يجب أن يفهم في حدود الحاجة إلى تحقيق أقصى قدرة أو مهارة أو نجاح بالمعنى الشخصي المحدود.. وإنما هو يشمل تحقيق حاجة الذات إلى السعي نحو قيم وغايات عليا مثل الكشف عن الحقيقة.. وخلق الجمال.. وتحقيق النظام.. وتأكيد العدل.. إلخ. مثل هذه القيم والغايات تمثل في رأي ماسلو حاجات أو دوافع أصيلة وكامنة في الإنسان بشكل طبيعي مثلها في ذلك مثل الحاجات الأدنى إلى الطعام.. والأمان.. والحب.. والتقدير. هي جزء لا يتجزأ من الإمكانات الكامنة في الشخصية الإنسانية والتي تلح من أجل أن تتحقق لكي يصل الإنسان إلى مرتبة تحقيق ذاته والوفاء بكل دوافعها أو حاجاتها.
بعد تحقيق الذات يتبقى نوعان من الحاجات أو الدوافع هما الحاجات المعرفية والحاجات الجمالية ورغم تأكيد ماسلو على وجود وأهمية هذين النوعين ضمن نسق الحاجات الإنسانية إلا أنه فيما يبدو لم يحدد لهما موضعا واضحا في نظامه المتصاعد[3]:
- (1) الحاجات الجمالية Aesthetic needs

وهذه تشمل فيما تشمل عدم احتمال الاضطراب والفوضى والقبح والميل إلى النظام.. والتناسق.. والحاجة إلى إزالة التوتر الناشئ عن عدم الاكتمال في عمل ما.. أو نسق ما.
- (2) الحاجات المعرفية Cognitive needs

وتشمل الحاجة إلى الاستكشاف والمعرفة والفهم، وقد أكد ماسلو على أهميتها للإنسان، وهي في تصوره تأخذ أشكالا متدرجة.. تبدأ في المستويات الأدنى بالحاجة إلى معرفة العالم واستكشافه بما يتسق مع إشباع الحاجات الأخرى ثم تتدرج حتى تصل إلى نوع من الحاجة إلى وضع الأحداث في نسق نظري مفهوم.. أو خلق نظام معرفي يفسر العالم والوجود. وهي في المستويات الأعلى تصبح قيمة يسعى الإنسان إليها لذاتها بصرف النظر عن علاقتها بإشباع الحاجات الأدنى.
تحقيق الذات أو مرحلة الدوافع العليا
يعد هذا الجانب أهم ما تنفرد به نظرية ماسلو. إذ أنه حاول فيه أن يدرس ويفهم الشخصية الإنسانية من خلال الصحة.. من خلال حالات اكتمالها وتفوقها وليس من خلال حالات مرضها وضعفها أو تفككها، وهو مدخل معاكس لما هو سائد لدى الغالبية العظمى من علماء النفس وأصحاب نظريات الشخصية.
من أجل تحقيق هذا الهدف قام ماسلو ببحث متعمق وشامل لمجموعة من الأشخاص الذين تمكنوا من تحقيق ذواتهم.. أو حققوا إمكاناتهم إلى أقصى مداها.. ويمكن اعتبارهم ضمن قمة هرم التطور والنمو والاكتمال الإنساني. وقد شملت المجموعة بعض معاصريه من أمثال أينشتين وروزفلت وألبرت شفيترز، بالإضافة إلى شخصيات تاريخية مثل لينكولن.. وجيفرسون وبيتهوفن. وكان المنهج الذي اتبعه في هذه الدراسة منهجا إكلينيكيا أو بتعبير أدق منهجا فنومنولوجيا، استخدم فيه المقابلات الإكلينيكية.. وملاحظات السلوك.. ودراسة السير أو السير الذاتية.. الخ. من خلال هذه الدراسة أمكن لماسلو تحديد عدد من الخصائص أو السمات التي رأى أنها تميز أولئك الذين وصلوا إلى مرحلة تحقيق الذات، وهذه السمات كما وصفها ماسلو يمكن إيجازها فيما يلي:
1- الاتجاه الواقعي.. أو الإدراك السليم للواقع والعلاقة المناسبة معه.
فمثل هؤلاء الأشخاص يتميزون بالقدرة على الحكم الدقيق على الواقع والتنبؤ بأحداثه، ليس نتيجة لحدس فائق أو قدرات خارقة، وإنما لقدرتهم على رؤية وإدراك الأشياء كما هي.. دون أحكام مسبقة أو أهواء وتعصبات أو شوائب ذاتية، كما يشمل هذا أيضا قدرتهم العالية على تحمل الغموض.. وعدم الوضوح أو التجديد.. وقد اعتبر ماسلو أن هذه السمة تمثل نوعا من القدرة المعرفية الموضوعية أطلق عليها اسم معرفة مرحلة الكينونة Being or- Bcognition.
2- القدرة على تقبل النفس والآخرين والعالم الطبيعي كما هم.
3- التلقائية والبساطة والطبيعية.
فهم لا يخافون أن يكونوا أنفسهم، ويثقون في مشاعرهم وسلوكهم تجاه الآخرين.
4- القدرة على التمركز حول المشاكل بدلاً من التمركز حول أنفسهم فهم مدفوعون بإحساس غامر بالرسالة في عملهم يمكنهم من التركيز على المشاكل بانفصال عن ذواتهم (بالمعنى السلبي والمعوق لما هو ذاتي).
5- الحاجة إلى الخصوصية.. ونوع من الانفصال عن الآخرين فهم يتحملون بل ويرغبون في نوع من الوحدة التي تجعلهم يعرفون المزيد عن أنفسهم وفي اتصال قريب معها. كما يتميزون بأنه ليس لهم علاقات ملتصقة بشكل اعتمادي على الآخرين.
6- الاستقلال عن الآخرين Independence، والتوجيه الذاتي Autonomy، ونوع من الاكتفاء بالذات Self-sufficiency.
7- الاحتفاظ بالقدرة على الدهشة ورؤية الأشياء بعين جديدة: فهم لا يستسلمون للعادة.. ولا يأخذون الأمور كمسلمات مهما طال احتكاكهم بها، وإنما تظل رؤيتهم وتقديرهم للأفراد والأشياء في تجدد مستمر دون نمطية جامدة.
8- القدرة على التعاطف والتوحد بالآخرين.. أو بالبشرية كلها.
9- القدرة على تكوين علاقات بين شخصية عميقة وقوية.
وهم عادة يميلون إلى تكوين مثل هذه العلاقات القوية والعميقة مع أشخاص قليلين، منهم إلى تكوين علاقات معرفة واسعة وسطحية.
10- الاتجاهات والقيم الديمقراطية:
وهذا يشمل قدرتهم على احتمال وقبول الاختلافات الدينية والعرقية والطبقية واختلافات السن والمهنة... الخ، بالإضافة إلى الاحترام الحقيقي للرأي الآخر، والإيمان بأهمية تفاعل مختلف الآراء من أجل الحقيقة.
11- هم رجال مبادئ.. ذوو عقيدة إنسانية شاملة تتجاوز فروق الأديان التقليدية.
12- روح المرح لديهم ذات طابع فلسفي وليست ذات طابع عدواني.
13- القدرة الإبداعية والولع الشديد بالخلق والابتكار.
14- تجاوز فروق الثقافات ومقاومة الخضوع والتقولب في حدود الثقافة السائدة.
بالرغم من أن محققي ذواتهم لا يميلون إلى خرق الأعراف والتقاليد بشكل راديكالي، إلا أنهم لا ينساقون انسياق القطيع وراء ما تفرضه أي ثقافة وإنما يختارون قيمهم واتجاهاتهم بشكل ناضج وحر.. ويحاولون بهدوء وبشكل غير درامي أن يغيروا ما يرفضونه مما تعارف الناس عليه وتقولبوا فيه.
15- تماسك وتكامل الشخصية دون انشقاق Dissociation أو تفكك Fragmentation
16- القدرة على تجاوز الاستقطاب الثنائي Dichotomy للقضايا.
إن الأمور بالنسبة لمن حققوا ذواتهم لا تتمثل في أقطاب ثنائية متناقضة في صورة «إما أو» أو «خير أو شر» أو «مادية أو مثالية» أو «روح أو جسد»... وغيرها من الثنائيات. بل لديهم القدرة على تجاوز هذا الاستقطاب إلى المستوى الولافي الذي يجمع النقائض في حقيقة واحدة. وهذا لا ينطبق فحسب على مواقفهم من القضايا، وإنما يتمثل أيضا في سلوكهم الذي يعيشونه، فهم على سبيل المثال لا يفصلون الحياة إلى عمل وجد في مقابل ترويح ولعب... وإنما يمتزج الاثنان في صيغة يكون العمل بالنسبة لهم فيها ترويج.. والترويح نشاطا جادا هادفا.. كل ذلك افتعال أو اصطناع.
17 – خبرات القمة Peak experiences
هذه السمة تحتاج إلى وقفة خاصة أطول من سابقيها. لقد وجد ماسلو أن معظم من شملهم بحثه يشتركون في وصف نوع خاص من الخبرات أسماها هو بـ «خبرة القمة». وهذا لا يعني أن هذا النوع من الخبرات يعد اكتشافا جديدا، وإنما هو شيء عرف منذ قديم وسمي بأسماء متباينة مثل الخبرات الصوفية Mystic experiences أو خبرات الوعي الكوني Cosmic consciousness أو الخبرات المفارقة أو المتسامية Transcendental experiences. وفضل ماسلو هنا يتمثل في إخضاعه هذه الخبرات لدراسة فينومينولوجية واسعة ومتعمقة.
هذا النوع من الخبرات يتمثل في فترات قصيرة يعيش فيها الإنسان في حالة خاصة من الوعي المتسامي أو المفارق. وهناك محاولات كثيرة لوصف هذه الحالة يرد فيها تعبيرات مثل:
- الإحساس بالنشوة الغامرة.
- الرؤية الشفافة للوجود.
- المعرفة الكلية.
- الإحساس بالتوحد مع الكون.

وفي المستويات العليا من هذه الخبرات يصل البعض إلى وصف حالات من الوجود شبه الإلهي، إلا أن الجميع يجمعون في النهاية على أنها خبرة حية يصعب إلى أبعد حد أن تجسدها الكلمات ولا يغني في معرفتها بحق إلا المرور بها.. أو كما يقول المتصوفة «من ذاق عرف». عن هذه الخبرة يقول ماسلو: «أنها يمكن أن تكون قوية وشديدة التأثير إلى درجة تتغير بها شخصية الإنسان كلية. وإلى الأبد». مثل هذه الخبرات رغم قصرها وعدم دوامها تعتبر –بإجماع كل من مروا بها– أعلى أنواع الخبرة والوعي الإنساني، والتجسيد الحي لذروت اكتمال الإنسان.. وقمة وجوده. ويبدو أن دراسة ماسلو المتعمقة لمثل هذه الخبرات قد ساهمت في نوع من التغيير في نظريته، فبعد أن كان يرى أن «تحقيق الذات» هو أعلى أنواع الحاجات وأرقى مراحل النمو فإنه في مراحله الأخيرة بدأ يرى أن هناك مرحلة أو حاجة أعلى هي الحاجة إلى «تجاوز الذات Self-transcendence».
لعلَّ الصورة التي ترسمها هذه القائمة الطويلة من الخصائص والسمات بليغةٌ بقدر كاف في تجسيدها لتلك المرحلة العليا من الدوافع الإنسانية كما وصفها ماسلو، ولا يحتاج الأمر إلى المزيد من الشرح والتوضيح. وقد خرج ماسلو من دراسته لهذه الصورة التي يكتمل فيها تحقيق الذات ثم تجاوزها في بعض الأحيان... خرج من هذا بتصور لما أسماه بمرحلة الكينونة Being بوصفها مرحلة التواجد في أعلى مستوى وجودي للإنسان.. مرحلة تحقيق الغايات بالفعل وليس مجرد السعي من أجلها أو المكابدة في سبيلها. فيها يعيش الإنسان بالفعل قمة خبرات المعرفة.. ومشاعر الحب.. واكتمال السلوك، وتتحقق «فيه» القيم العليا مثل الكلية.. والجمال.. والتفرد.. والصدق.. والبساطة.. والعدل.. والحرية أو الاستقلال الذاتي... الخ. وبالرغم من الندرة الشديدة في تحقيق مثل هذه المراحل العليا تحقيقا مكتملا، والصعوبة الشديدة التي تحف بمسيرة السعي من أجلها، فإن ماسلو قد بين من خلال بحثه ودراسته أنها كمثال لا تقع في منطقة من صنع خيال الإنسان أو أحلامه.. وإنما هي واقع حقيقي يمكن أن يصل إليه البعض.. مهما كان عددهم قليلا.

## وصلات خارجية
- أبراهام ماسلو على موقع الموسوعة البريطانية (الإنجليزية)
- أبراهام ماسلو على موقع إن إن دي بي (الإنجليزية)